# Micromia caesiata
Micromia caesiata là một loài bướm đêm trong họ Geometridae.